# Conato
El término conato (del latín conātus ‘esfuerzo, empeño’ impulso, inclinación, tendencia; empresa) se usa en las primeras filosofías de la psicología y la metafísica para referirse a una inclinación innata de la materia o la mente por continuar existiendo y mejorándose. A lo largo de los milenios se han formulado muchas definiciones y tratos distintos por filósofos como los racionalistas continentales del siglo XVII René Descartes, Baruch Spinoza y Gottfried Leibniz, y su contemporáneo empirista Thomas Hobbes.  El conato puede referirse a la «voluntad de vivir» instintiva de los animales o a varias teorías metafísicas del movimiento y la inercia. A menudo se asocia el concepto a la voluntad de Dios en una visión panteísta de la naturaleza, como en el caso de Spinoza. El concepto se puede descomponer en definiciones separadas para la mente y el cuerpo, o incluso se puede distinguir cuando se explica la fuerza centrífuga o la inercia.
La historia del término conato es la historia de, a menudo, cambios bruscos en su significado que sirven a los propósitos de los científicos y filósofos que lo han usado en épocas y contextos distintos. Tras su formulación en la Antigua Grecia, cada uno de los sucesivos filósofos que han adoptado el término le han dado su propio giro personal al concepto, alterando el ámbito o el significado del término, de manera que hoy no posee ninguna definición concreta ni aceptada universalmente. Los primeros autores que hablaron del conatus escribían principalmente en latín y por tanto lo usaban no solo como un término técnico sino como una palabra común en sentido general. Conatus es, por supuesto, algo más que simplemente un participio latino. En textos arcaicos es difícil distinguir el uso técnico del más vulgar, y también es difícil distinguirlos en las traducciones. Hoy en día conato se usa raramente en el sentido técnico, ya que la física y la biología evolutiva modernas utilizan conceptos, como la inercia y la conservación del momento, que lo han reemplazado. Sin embargo, tiene una influencia notable en pensadores del siglo XIX y XX como Friedrich Nietzsche, Louis Dumont y Arthur Schopenhauer.

## Orígenes clásicos

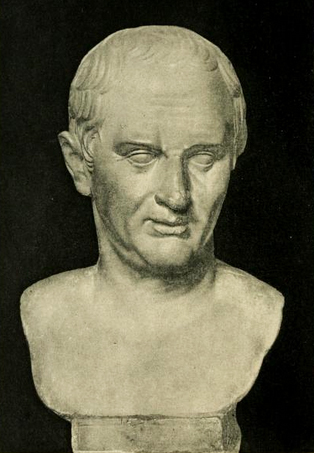
Marco Tulio Cicerón

La palabra latina conatus viene del verbo conari, que se suele traducir por «esforzarse»; pero el concepto de conato se desarrolló por primera vez de manos de los estoicos (333-264 a. C.) y los peripatéticos (c. 335 a. C.). Estos grupos usaban la palabra ὁρμήν para describir el instinto de conservación del hombre y las bestias, en sentido general. Pensadores clásicos como Marco Tulio Cicerón y Diógenes Laercio extendieron este principio para incluir una aversión por la destrucción, pero siguieron limitando su aplicación a las motivaciones de los animales no humanos. Por ejemplo, Diógenes Laercio negaba explícitamente la aplicación del término a las plantas. Antes del Renacimiento, Tomás de Aquino (c. 1225-1274 d. C.), Duns Scoto (c. 1266-1308 d. C.) y Dante Alighieri (1265-1321 d. C.) expresaron opiniones parecidas utilizando las palabras latinas vult, velle o appetit como sinónimos de «conatus»; de hecho, los cuatro términos se pueden utilizar para traducir el original griego ὁρμήν. Alrededor de 1700, Telesio y Campanella extendieron las nociones griegas antiguas y las aplicaron a todos los objetos, animados e inanimados.
Tanto Aristóteles primero como luego Cicerón y Laercio aludieron a una conexión entre el conato y otras emociones. Según su visión, lo primero induce a las segundas. Sostenían que los seres humanos no desean hacer algo porque piensen que es «bueno», sino que piensan que es «bueno» porque quieren hacerlo. En otras palabras, la causa del deseo humano es la inclinación natural de un cuerpo a aumentarse de acuerdo con los principios del conato.

## Visiones medievales
Hay una conexión tradicional entre el conato y el propio movimiento. Aquino y León Hebreo (1265-1321) relacionaban el concepto directamente con lo que Agustín (354-430 d. C.) percibía como los «movimientos naturales hacia arriba y hacia abajo o con su ser equilibrado en una posición intermedia», descrito en su De Civitate Dei, (c. 520 d. C.). A esta fuerza que hace que los objetos suban o bajen la llamaron «amor naturalis» o «amor natural».
En el siglo VI, Juan Filopón (c. 490-c. 570 d. C.) criticó la visión del movimiento de Aristóteles, señalando la inconsistencia entre su explicación de los proyectiles, donde el medio formado por el éter mantiene el movimiento de los proyectiles, y su explicación del vacío, donde no existe tal medio y por tanto sería imposible el movimiento de un cuerpo. Filopón propuso que el movimiento no se mantenía por la acción de algún medio del entorno sino por alguna propiedad, o conatus, implantada en el objeto cuando se ponía en movimiento. Esto no es equivalente al concepto moderno de inercia, ya que seguía siendo necesario una fuerza inherente para mantener el cuerpo en movimiento. Esta visión se oponía firmemente a la de Averroes y muchos filósofos escolásticos que apoyaban a Aristóteles.  También se cuestionó la visión aristotélica en el mundo islámico. Por ejemplo, parece que Alhazen apoyaba las opiniones de Filopón.
Más tarde, Jean Buridan (1300-1358) rechazó la noción de que esta propiedad generadora de movimiento, que él llamó impetus, se disipara espontáneamente. La postura de Buridan era que un objeto en movimiento se detendría por la resistencia del aire y el peso del cuerpo, que se opondrían a su ímpetu. También sostenía que el ímpetu aumentaba con la velocidad; por tanto, su idea inicial de ímpetu era similar en muchos sentidos al concepto moderno de cantidad de movimiento. A pesar de las similitudes obvias con las ideas más modernas de inercia, Buridan veía su teoría sólo como una modificación a la filosofía básica de Aristóteles, manteniendo muchas de sus otras opiniones peripatéticas, incluyendo la creencia en que existe una diferencia fundamental entre un objeto en movimiento y un objeto en reposo. Buridan también sostenía que el ímpetu no solo podía ser lineal, sino también circular en naturaleza, haciendo que objetos como los cuerpos celestiales se movieran en círculos.

## En Descartes

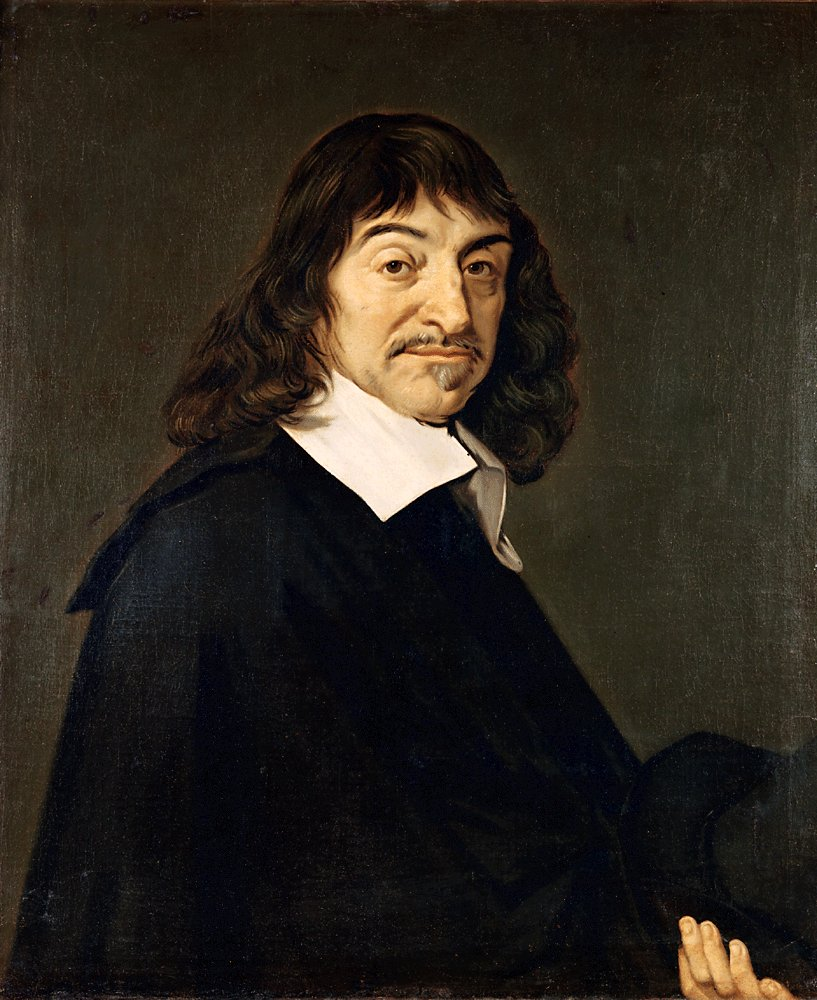
René Descartes

En la primera mitad del siglo XVII, René Descartes (1596-1650) empezó a desarrollar un concepto de conato más moderno y materialista, describiéndolo como «una fuerza o tendencia activa de los cuerpos a moverse, expresando el poder de Dios». Mientras que los antiguos habían utilizado el término en un sentido estrictamente antropomórfico similar a «esforzarse»  o «luchar» por conseguir ciertos fines, y los filósofos escolásticos medievales habían desarrollado una noción de conato como una propiedad intrínseca de las cosas, Descartes usó el término en un sentido un tanto más mecanicista. Concretamente, para Descartes, en contraste con Buridan, el movimiento y la estática son dos estados de la misma cosa, no cosas distintas. Aunque hay mucha ambigüedad en la idea de conato de Descartes, se pueden percibir en ella los inicios de un alejamiento de la atribución de deseos e intenciones a la naturaleza y su tendencia hacia una visión más científica y moderna.
Descartes rechazó la visión teleológica del mundo material, dominante en Occidente desde los tiempos de Aristóteles. Descartes no ve la mente como parte del mundo material y por lo tanto ésta no está sujeta a las estrictas leyes de la naturaleza. El movimiento y el reposo, por otro lado, son propiedades de las interacciones de la materia de acuerdo con leyes eternas y fijas. Dios sólo lo puso todo en movimiento al principio y después no interfiere excepto para mantener la regularidad dinámica del comportamiento mecánico de los cuerpos. Por tanto, no existe una verdadera teleología en el movimiento de los cuerpos, ya que todo se reduce a las colisiones gobernadas por leyes y sus constantes reconfiguraciones. El conato es sólo la tendencia de los cuerpos a moverse cuando chocan con otros. Dios pudo darle actividad a este movimiento, pero después de eso no se puede crear o destruir movimiento nuevo.
Descartes especificó dos variedades de conato: conatus a centro y conatus recedendi. El conatus a centro o «tendencia hacia el centro» es lo que usa Descartes como teoría de la gravedad; el conatus recedendi o «tendencia a alejarse del centro» representa a las fuerzas centrífugas. No se debe pensar en estas tendencias como disposiciones o intenciones animadas, ni como propiedades inherentes o «fuerzas» de las cosas, sino como una característica externa y unificadora que Dios le ha otorgado al propio universo físico.
Al desarrollar su Primera Ley de la Naturaleza, Descartes también invoca la idea de un conatus se movendi o «conato de autoconservación». Esta ley es una generalización del principio de inercia que Galileo desarrolló y demostró experimentalmente. El principio fue formalizado por Isaac Newton e incluido en la primera de sus tres Leyes del Movimiento cincuenta años después de la muerte de Descartes. La versión de Descartes afirma: «Todas las cosas, en tanto que descansan, siempre conservan el mismo estado, y cuando son movidas, siempre continúan moviéndose».

## En Hobbes

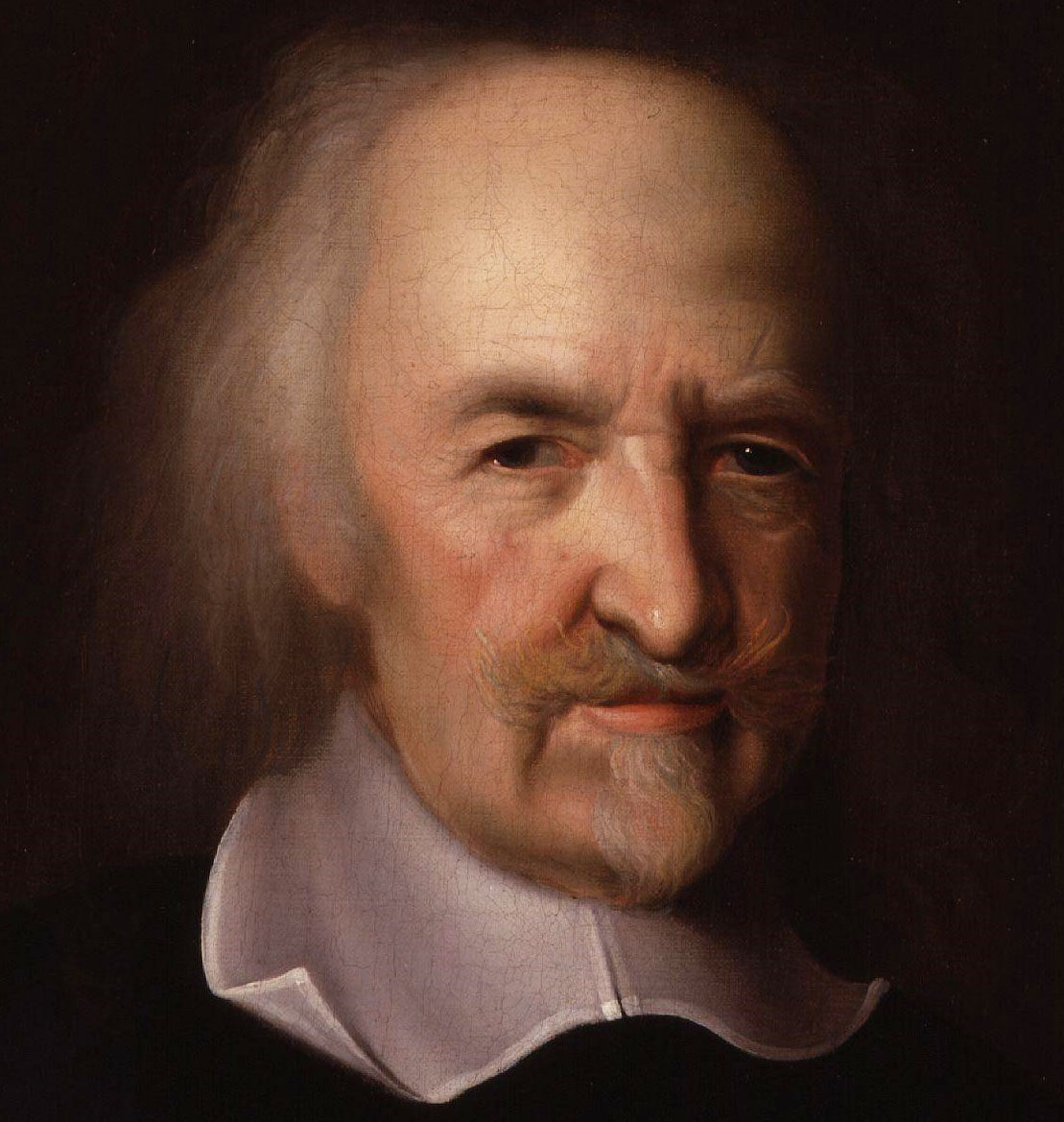
Thomas Hobbes

### El conato y la psique
Thomas Hobbes (1588-1679) también trabajó con los conceptos anteriores del principio de conato. Sin embargo, criticó las definiciones anteriores porque no conseguían explicar el origen del movimiento. Esto se convirtió en el objetivo principal del trabajo de Hobbes en este campo. Ciertamente, Hobbes «reduce todas las funciones cognitivas de la mente a variaciones de sus funciones conativas».
Además, Hobbes describe la emoción como el comienzo del movimiento y la voluntad como la suma de todas las emociones. Esta «voluntad» forma el conato de un cuerpo y su manifestación física es la «voluntad de sobrevivir» percibida. Para que los seres vivos puedan prosperar, dice Hobbes, «buscan la paz y luchan contra cualquier cosa que amenace a esta paz». Hobbes también equipara este conato con la «imaginación» y afirma que un cambio en el conato, o voluntad, es el resultado de la «deliberación».

### El conato y la física
Defino [el conato] como el movimiento hecho en el menor espacio y tiempo que se puede dar; esto es, menos de lo que se puede determinar o asignar mediante una exposición o un número; esto es, movimiento a lo largo de la longitud de un punto y en un instante o punto del tiempo.

Como en su teoría psicológica, el conato físico de Hobbes es una unidad infinitesimal de movimiento. Es el comienzo del movimiento: una inclinación en una dirección concreta. El concepto de ímpetu, tal y como lo usa Hobbes, se define en términos de este conato físico. Es «una medida del conato ejercido por un cuerpo en movimiento a lo largo del tiempo». La resistencia está causada por un conato opuesto; la fuerza es el movimiento más «la magnitud del cuerpo». Hobbes también utiliza la palabra «conato» para referirse a las «fuerzas reconstituyentes» que hacen que, por ejemplo, los resortes se contraigan o expandan. Hobbes afirma que existe alguna fuerza inherente a estos objetos que los inclina a volver a su estado anterior. Actualmente la ciencia atribuye este fenómeno a la elasticidad del material.

## En Spinoza

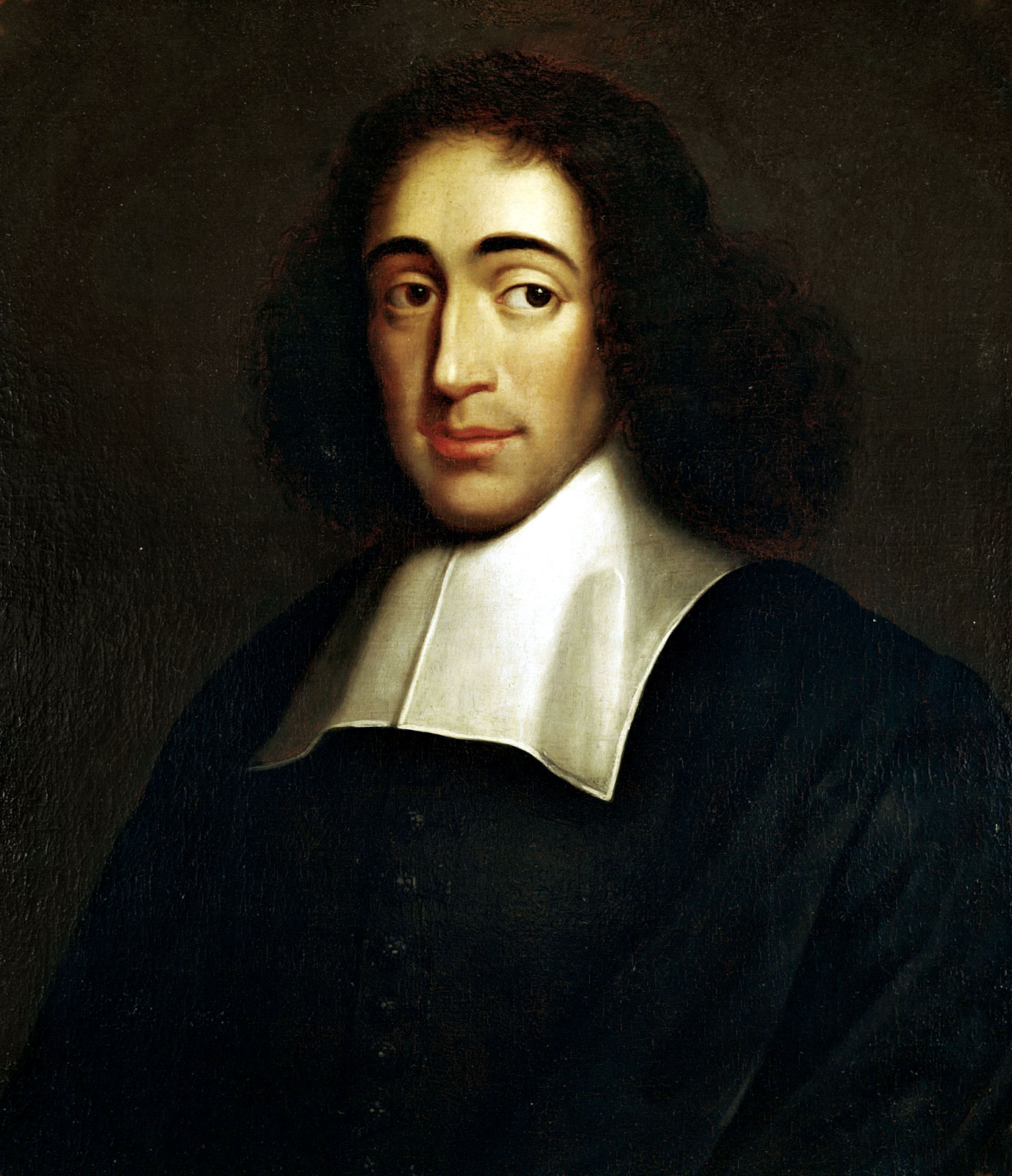
Benedictus de Spinoza

Spinoza (1632-1677) aplica la idea de conato al cuerpo humano, a la psique humana y a ambos simultáneamente, utilizando un término distinto en cada caso. Cuando se refiere a las manifestaciones psicológicas del concepto, utiliza el término voluntas (voluntad). Cuando se refiere al concepto global, utiliza la palabra appetitus (apetito). Cuando se refiere al impulso corporal, utiliza directamente el término conatus. A veces expande el término y utiliza la frase conatus sese conservandi (el esfuerzo por la autoconservación).
Spinoza afirma la existencia de este principio general de conato en un intento por explicar la verdad «evidente» de que «nada se puede destruir excepto mediante una causa externa». Para él, es evidente que «la definición de algo afirma, no niega, la esencia de ese algo». Spinoza formula esta resistencia a la autodestrucción en términos del esfuerzo humano por seguir existiendo; y «conato» es la palabra que utiliza más a menudo para describir esta fuerza.
En la visión del mundo de Spinoza, este principio es aplicable a todas las cosas y constituye, además, la misma esencia de los objetos, incluyendo la mente y la moral humanas, ya que estas no son más que modos finitos de Dios. Tal y como afirma en su Ética (1677), el conato dura un «tiempo indefinido»; dura tanto como dure el objeto. Spinoza usa «conato» para describir una inclinación de las cosas para aumentar su poder; en lugar de sólo seguir existiendo estáticamente, todos los seres deben encaminarse hacia la perfección. Además, todas las cosas que existen actúan si y solo si esa acción mantiene o aumenta su existencia. Spinoza también utiliza el término «conato» para referirse a un concepto rudimentario de inercia, al igual que lo hizo Descartes anteriormente. Como una cosa no puede ser destruida sin la acción de fuerzas externas, el movimiento y el reposo también existen indefinidamente hasta que son perturbados.

### Manifestación psicológica

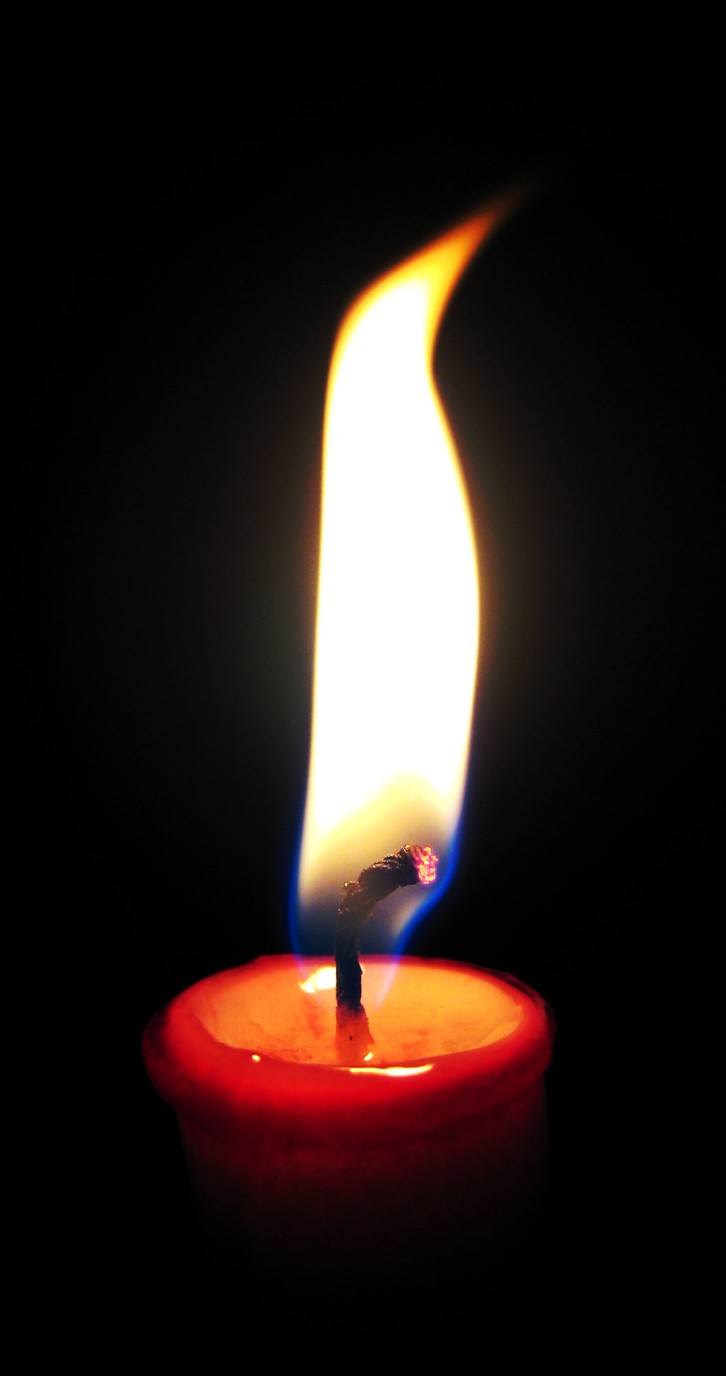
Las velas encendidas se destruyen a sí mismas, aparentemente contra los principios de Spinoza.

El concepto de conato que utiliza Baruch Spinoza en su filosofía de la psicología se deriva de fuentes tanto antiguas como medievales. Spinoza reformula principios que habían desarrollado los estoicos, Cicerón, Laercio y, especialmente, Hobbes y Descartes. Un cambio significativo que hace sobre la teoría de Hobbes es su creencia en que el conatus ad motum (conato al movimiento) no es mental, sino material.
Spinoza, con su determinismo, cree que el hombre y la naturaleza deben unificarse bajo un conjunto consistente de leyes; Dios y la naturaleza son una misma cosa y no existe el libre albedrío. Al contrario que la mayoría de los filósofos de su época y de acuerdo con la mayoría de los actuales, Spinoza rechaza la suposición dualista de que la mente, la intencionalidad, la ética y la libertad se deben tratar como cosas separadas del mundo natural de los objetos físicos y los sucesos. Su objetivo es proporcionar una explicación unificada de todas estas cosas dentro de un armazón naturalista, y su noción de conato es clave para este proyecto. Por ejemplo, una acción es «libre» para Spinoza sólo si surge de la esencia y el conato de una entidad. No puede haber una libertad absoluta y no condicionada de la voluntad, ya que todos los sucesos del mundo natural, incluyendo las acciones y elecciones humanas, están determinadas de acuerdo con las leyes naturales del universo, que son ineludibles. Sin embargo, una acción puede ser libre en el sentido de que no esté constreñida o sujeta a fuerzas externas.
Los seres humanos son, por tanto, una parte integral de la naturaleza. Spinoza explica la conducta humana aparentemente irregular como algo en realidad «natural» y racional y motivada por este principio del conato. En el proceso, sustituye la noción de libre albedrío por el de conato, un principio que puede aplicarse a toda la naturaleza y no solo al hombre.

#### Emociones y afectos
La visión de Spinoza de la relación entre el conato y el afecto humano no está clara. Firmin DeBrabander, profesor asociado de filosofía del Maryland Institute College of Art, y Antonio Damasio, profesor de neurociencia de la Universidad del Sur de California, afirman que los afectos humanos surgen del conato y del impulso perpetuo hacia la perfección. De hecho, Spinoza afirma en su Ética que la felicidad, concretamente, «consiste en la capacidad humana de preservarse a sí mismo». Spinoza también caracteriza esta «empresa» como la «fundación de la virtud». A la inversa, una persona se entristece con cualquier cosa que se oponga a su conato.
El fallecido David Bidney (1908-1987), profesor de la Universidad de Yale, no estaba de acuerdo. Bidney asocia estrechamente el «deseo», un afecto primario, con el principio de conato de Spinoza. Esta opinión está respaldada por el escolio de IIIP9 de la Ética, que afirma: «... Entre el apetito y el deseo no hay diferencia, excepto que el deseo se relaciona normalmente con el hombre en la medida en la que este es consciente del apetito. Por tanto, el deseo puede definirse como el apetito junto con la conciencia del apetito». De acuerdo con Bidney, este deseo está controlado por los otros afectos, el placer y el dolor, y por tanto el conato persigue lo que causa satisfacción y evita lo que produce dolor. Arthur Schopenhauer (1788-1860) es un antecedente de Bidney en su interpretación, pero afirma en El mundo como voluntad y representación (1819) que no está de acuerdo con Spinoza porque «de acuerdo con el conjunto de toda mi visión fundamental, todo esto es una inversión de la verdadera relación. La voluntad es la primera y original; el conocimiento simplemente se le añade como un instrumento que pertenece al fenómeno de la voluntad».

### Argumentos en contra
A pesar de los extensos argumentos de Spinoza sobre la existencia de un principio de conato universal, se han formulado muchos argumentos en su contra. Martin Lin, profesor de la Universidad de Toronto, señala las velas encendidas, las bombas de relojería y las personas suicidas como contraejemplos del conato de Spinoza. Algunos contra-contraejemplos pueden ser la observación de que las velas encendidas no se encienden a sí mismas, o que «la escultura de Tongley o una bomba de relojería incluyen partes que nunca consiguen constituir un todo integrado genuino».

## En Leibniz
[El conato] es al movimiento lo que un punto es al espacio, o lo que es uno al infinito, ya que es el comienzo del movimiento

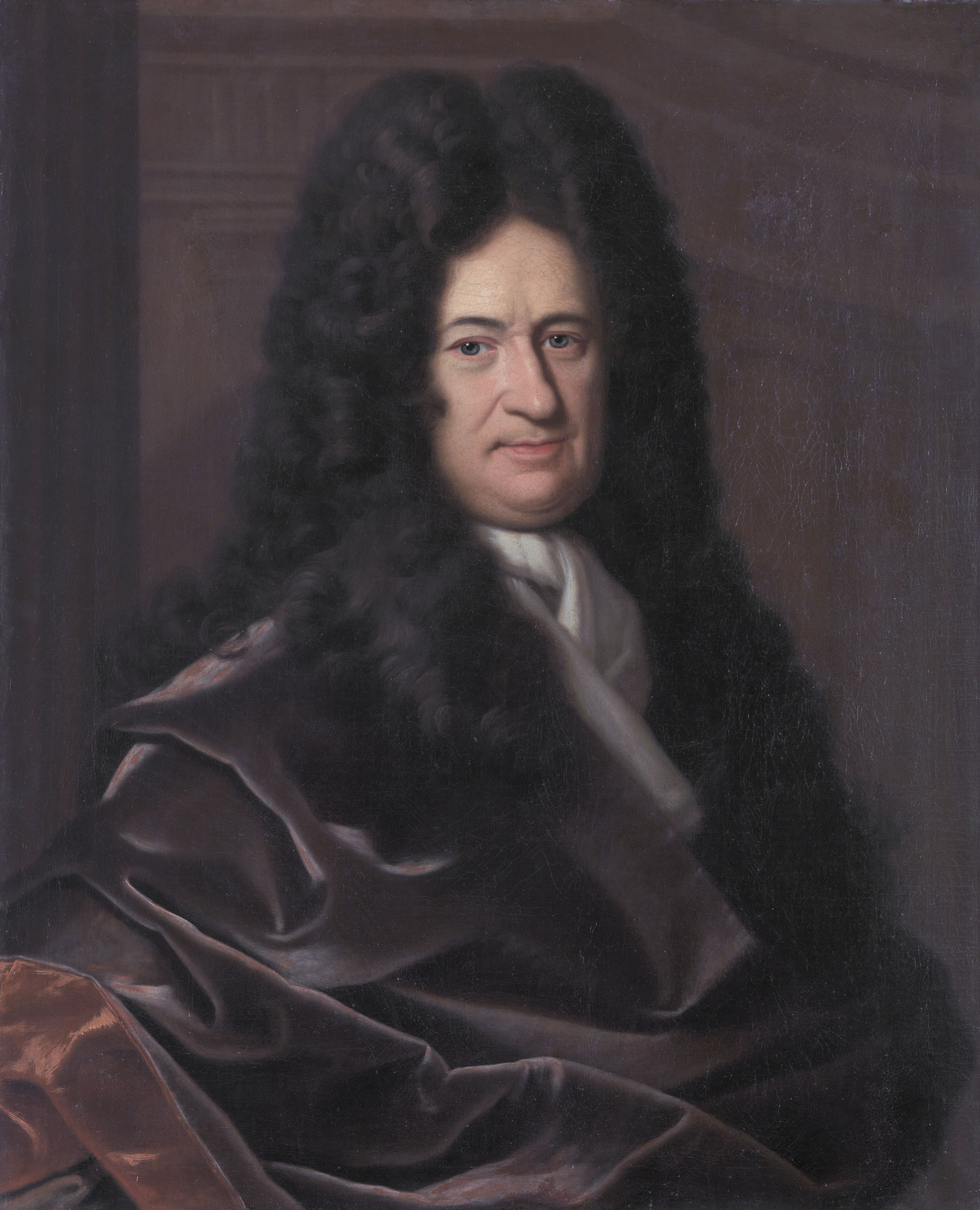
Gottfried Wilhelm von Leibniz

Gottfried Leibniz (1646-1716) fue estudiante de Erhard Weigel (1625-1699) y aprendió el principio de conato de él y de Hobbes, aunque Weigel usaba la palabra tendentia (tendencia en latín). Concretamente, Leibniz usa la palabra «conato» en su Nuevo sistema de la Naturaleza (1695) para describir una idea similar a la de Hobbes, pero él hace una diferencia entre el conato del cuerpo y el del alma, el primero de los cuales puede viajar sólo en línea recta por su propia capacidad, y el último puede «recordar» movimientos más complicados.
Para Leibniz, el problema del movimiento resuelve la paradoja de Zenón.
Como el movimiento es continuo, el espacio debe ser infinitamente divisible. Para que algo pueda iniciar un movimiento, debe existir alguna propiedad o fuerza voluntaria, semejante a la mente, inherente a los constituyentes básicos del universo que los impulsa. Este conato es una suerte de movimiento instantáneo o «virtual» que poseen todas las cosas, incluso cuando están estáticas. Mientras tanto, el movimiento es sólo la suma de todos los conatos que posee la cosa, junto con las interacciones de las cosas. El conato es al movimiento lo mismo que un punto al espacio. El problema con esta visión es que un objeto que choca con otro no sería capaz de rebotar si la única fuerza en juego fuera el conato. Por tanto, Leibniz se vio forzado a postular la existencia de un éter que mantuviese a los objetos moviéndose y permitiera las colisiones elásticas. El concepto de Leibniz de una propiedad del conato de tipo mental y sin memoria, junto con su rechazo a los átomos, condujeron finalmente a su teoría de las mónadas.
Leibniz también usó su concepto de conato al desarrollar los principios del cálculo integral, adaptando el significado del término, en este caso, para que tuviera por significado un análogo matemático a la «fuerza» acelerativa de Newton. Sumando una infinidad de dichos conatos (es decir, lo que hoy se llama integración), Leibniz pudo medir el efecto de una fuerza continua. Él definió el ímpetu como el resultado de una suma continua del conato de un cuerpo, al igual que la vis viva (o «fuerza viva») es la suma de la inactiva vis mortua.
Basándose en el trabajo de Kepler y, probablemente, en el de Descartes, Leibniz desarrolló un modelo del movimiento planetario basado en el principio de conato, la idea del éter y un vórtice de fluidos. Esta teoría se expone en el trabajo Tentamen de motuum coelestium causis (1689). De acuerdo con Leibniz, el análisis de las órbitas elípticas de Kepler en sus componentes circular y radial se puede explicar por un «vórtice armónico» para el movimiento circular, combinado con una fuerza centrífuga y la gravedad, siendo ambas cosas ejemplos de conato, para dar cuenta del movimiento radial. Más tarde, Leibniz definió el término conato monádico, como el «estado de cambio» a través del cual avanzan perpetuamente sus mónadas.

## Usos y términos relacionados

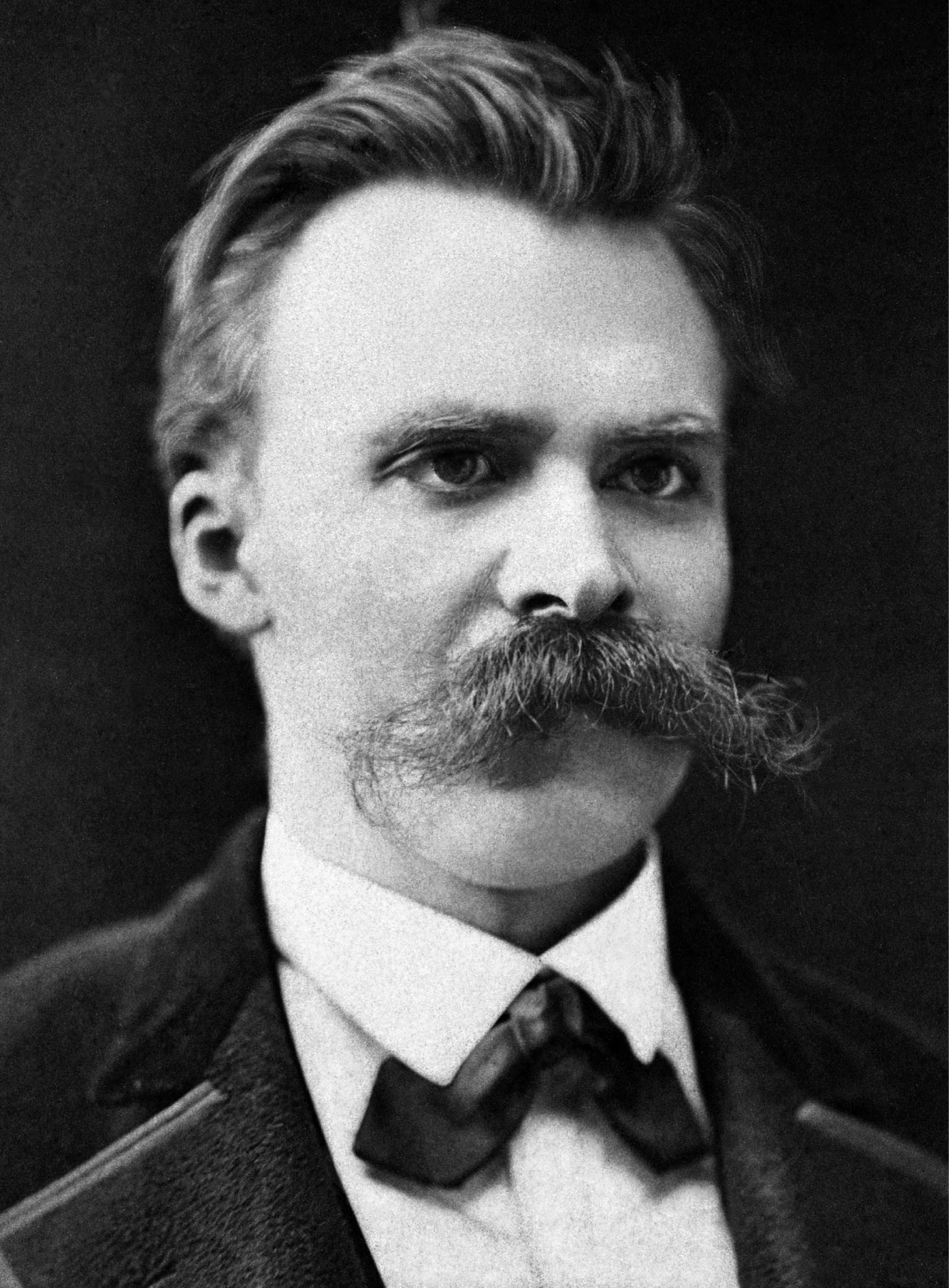
Friedrich Nietzsche

A lo largo de los siglos, varios filósofos han formulado otros usos para el término «conato» aparte de los principales, mencionados arriba. También hay términos y conceptos importantes relacionados que tienen, más o menos, usos y significados parecidos. Giambattista Vico (1668-1744) definió el conato como la esencia de la sociedad humana, y también, en un sentido más tradicional e hilozoico, como la fuerza generadora del movimiento que impregna a toda la naturaleza. Casi un siglo después del inicio de la ciencia moderna, Vico, inspirado por el neoplatonismo, rechazó explícitamente el principio de inercia y las leyes del movimiento de la nueva física. Par él, la naturaleza no estaba compuesta de átomos, como era la opinión general, ni de extensión, como en Descartes, sino de puntos metafísicos animados por un principio de conato provocado por Dios.
Arthur Schopenhauer (1788-1860) desarrolló una filosofía que, aunque no necesariamente derivaba de la de Spinoza, sí contenía un principio notablemente parecido al conato de Spinoza. Este principio, Wille zum Leben, o «voluntad de vivir», describía el fenómeno concreto del instinto de conservación de un organismo. No obstante, Schopenhauer matizó este punto sugiriendo que la voluntad de vivir no está limitada en su duración. En cambio, «la voluntad ordena de manera absoluta y durante todo el tiempo», a través de las generaciones. Friedrich Nietzsche (1844-1900), un discípulo de Schopenhauer, desarrolló un principio separado que surgía de un rechazo a la primacía del principio de la voluntad de vivir de Schopenhauer y otras ideas de autoconservación. Llamó a su versión la voluntad de poder, o Wille zur Macht. Nietzsche negaba el principio de conato de Spinoza, argumentando que, si fuese cierto, favorecería un Universo estancado. Él pensaba que «lo opuesto es cierto»; todos los organismos luchan no solo por subsistir, sino por «ser más» que lo que son y ejercer su fuerza creativa.
Sigmund Freud (1856-1939) dependió en gran medida de la formulación de Spinoza del principio de conato como sistema de autoconservación, aunque nunca le citó directamente en ninguno de sus trabajos publicados. Más o menos al mismo tiempo, Henri Bergson (1859-1941), desarrolló el principio de élan vital, o «impulso vital», que se pensaba que ayudaba en la evolución de los seres vivos. Este concepto, que presupone una fuerza conductora fundamental detrás de toda la vida, es una reminiscencia del principio de conato de Spinoza y otros.
El antropólogo cultural Louis Dumont (1911-1988), describió un «conato cultural» construido directamente sobre la definición fundamental de Spinoza en IIIP3 de su Ética. El principio tras este concepto derivado afirma que cualquier cultura «tiende a subsistir en su ser, bien dominando a otras culturas o luchando contra su dominación».

## Importancia moderna

### Física
Tras la llegada de la física newtoniana, el concepto de conato de todos los cuerpos físicos fue reemplazado por el principio de inercia y la conservación de la cantidad de movimiento. Como afirma Bidney: «Es cierto que por lógica el deseo o el conato es meramente un principio de inercia [...] sin embargo, el hecho es que no es el uso que le daba Spinoza». De manera similar, muchos filósofos han usado «conato» para describir otros conceptos que poco a poco han quedado obsoletos. Por ejemplo, el conatus recendendi se convirtió en la fuerza centrífuga, y donde antes se usaba el conatus a centro hoy se usa la gravedad. Hoy en día, los temas que tenían relación con el conato son asuntos de la ciencia y, por tanto, están sujetos a investigación por el método científico.

### Biología
El concepto arcaico de «conato» se está reconciliando hoy con la biología moderna, de manos de científicos como Antonio Damasio.  Sin embargo, el conato actual se explica en términos de química y neurología cuando antes era un asunto de metafísica y teúrgia. Este concepto se puede «construir para mantener la coherencia en las estructuras y funciones de un ser vivo ante las numerosas cosas que amenazan la vida». Este conato es similar a las ideas modernas de la libido en un sentido junguiano y la directiva animal de la autoconservación.

#### Teoría de sistemas
La concepción de Spinoza de «conato» fue un precursor histórico de las teorías modernas de la autopoiesis de los sistemas biológicos. En teoría de sistemas y en la ciencia en general, el concepto de conato puede estar relacionado con el fenómeno de la emergencia, por la que los sistemas complejos pueden formarse espontáneamente a partir de una multiplicidad de estructuras más sencillas. Las propiedades autorreguladores y autosostenibles de los sistemas biológicos e incluso sociales pueden considerarse entonces como versiones modernas del principio de conato de Spinoza.; sin embargo, el ámbito de esta idea es sin duda menor sin las implicaciones religiosas de la versión anterior.